# CCTV-12
CCTV-12 (中國中央電視台社會與法頻道T, 中国中央电视台社会与法频道S, Zhōngguó zhōngyāng diànshìtái shèhuì yǔ fǎ píndàoP) è una rete televisiva pubblica cinese con sede a Pechino edita dalla Televisione Centrale Cinese e controllata dall'amministrazione statale di radio, cinema e televisione della Repubblica Popolare Cinese che incentra la propria programmazione sulla società e sulla legge.

## Storia
La rete ha iniziato le proprie attività alle ore 12:00 del 28 dicembre 2004, mentre il 1º gennaio 2011 sotto il logo di rete è stata aggiunta la dicitura Società e legge in lingua cinese e tuttora la propria programmazione si pone il fine di incitare allo sviluppo sociale, all'uguaglianza sia sociale sia giuridica e alla valorizzazione dei diritti civili nella comunità nazionale sugli schemi del Partito Comunista Cinese.

## Programmazione giornaliera
- 08:15: 大家看法, Society View
- 08:35: 道德观察, Observation in Morality
- 09:00: 第一线, First Line
- 09:20: 今日说法, Today's View
- 09:50: 法律讲堂, Legal Lecture Room
- 10:25: 法治视界, Government By Law and Public Perception
- 10:50: 庭审现场, Court Hearing Scene
- 11:35: 心理访谈, Psychological Visits Discussion
- 12:00: 中国法治报道, Government Law Report
- 12:30: 大家看法, Society View
- 12:50: 道德观察, Observation in Morality
- 13:10: 第一线, First Line
- 13:35: 经济与法回放, Economy and Law
- 14:05: 法律讲堂, Legal Lecture Room
- 14:40: 庭审现场, Court Hearing Scene
- 15:25: 心理访谈, Psychological Visits Discussion